# Epicephala frenata
Epicephala frenata là một loài bướm đêm thuộc họ Gracillariidae. Loài này có ở Sri Lanka và Indonesia (Java).